# Siboney

Los siboney, ciboney, taínos-ciboney o taínos occidentales poblaban la mayor parte de Cuba excepto los extremos oriental y occidental, las Bahamas así como una pequeña porción en el macizo de la Hotte, en la península de Tiburón en el SO de Haití.

Siboney o ciboney ('habitantes de cuevas' en taíno clásico, lengua arawak'), era un pueblo que estaba entre los ocupantes aborígenes de las Antillas del mar Caribe. Cuando los españoles llegaron a América, los siboney ocupaban territorios en Cuba occidental y en la parte occidental de La Española (en lo que actualmente se corresponde con Haití y República Dominicana). Los siboney de los tiempos de la conquista europea también son llamados taínos-siboney.
El término "siboney" puede resultar confuso porque se ha aplicado a grupos étnicos de diferentes épocas que tanto culturalmente, como posiblemente lingüísticamente eran diferentes entre sí. El término se refiere primariamente a los pobladores de principios del siglo XVI que hablaban una lengua arawak, diferente del taíno clásico del oriente de Cuba y Occidente de La Española (De las Casas se refiere a ellos como "taínos ciboney"). Aunque algunos autores como Harrington han usado el término para referirse a los guanajatabeyes antiguos del extremo occidental de Cuba, que probablemente ni siquiera hablan una lengua arawak y tenían una cultura material menos compleja que los taínos siboney del siglo XVI que habitaban el centro de Cuba.
Los "siboney" históricos del siglo XVI estaban diferenciados étnicamente de los guanajatabeyes del extremo occidental de Cuba como de los taínos clásicos del extremo oriental. A la llegada de los españoles, los ciboneyes habían sido parcialmente arrinconados por los taínos y se hallaban confinados al extremo de la península de Tiburón en la isla de La Española y en la parte occidental de Cuba. Los ciboneyes de Cuba y La Española eran culturalmente diferentes entre sí. En sólo un siglo después de la llegada de los españoles todos los ciboneyes habrían sido llevados a su extinción.[cita requerida]

## Origen y procedencia
Al período de la prehistoria de La Española que se caracteriza por la presencia de grupos de recolectores, cazadores y pescadores se les denomina siboney. Los siboneyes constituyeron la primera oleada de inmigración proveniente de Centroamérica y Sudamérica. Hay evidencias de que por el año 2000 a. C. ya habían arribado a la isla. Los taínos siboneyes del siglo XVI podrían ser en parte los descendientes de estos grupos junto con cierto mestizaje o influencia cultural de los pueblos arawak del norte de Sudamérica. Diferentes análisis filogenéticos parecen sugerir que la mayor parte del Caribe fue poblada probablemente desde América del Sur, aunque algunos autores han aportado evidencias de posibles poblamientos desde América Central.
Los vestigios más antiguos de los siboneyes parecen remontarse a la edad de concha. Estos grupos humanos vivían a orillas de ríos, pantanos, ensenadas y bahías. Sin alfarería y sin agricultura, estos pueblos llegaron a ocupar algunas áreas de La Española y de Cuba, además de las Antillas Menores.
Los guanajatabeyes del siglo XVI son el grupo étnico del occidente de Cuba cuya cultura material distaba menos de la de los primeros pobladores de Cuba. Los conquistadores españoles, que los llamaban "indios viejos", los describieron como tristes, tímidos y muy pacíficos. Cuando tuvo lugar la Conquista de América, los guanajatabeyes supervivientes a la invasión de pueblos arawak más tecnificados se habían refugiado en los cayos más aislados y en la península más occidental de Cuba, Guanahacabibes.
Las culturas cerámicas antillanas son, probablemente, una continuación de culturas del mismo tipo localizables en los principios de nuestra era en la zona norte de Venezuela y en la desembocadura del río Orinoco. La clasificación de las culturas cerámicas antillanas responden más a un criterio etnológico que a un criterio de orden estilístico.

## Aspectos culturales

### Artesanía
Los grupos de taínos siboney conservaron algunas técnicas paleo-indias en cuanto a la utilización de lascas de sílex pero, a su vez, desarrollaron una industria lítica más elaborada en lo que se refiere a la talla de las piedras: prefiere las formas simétricas y llega a acabados apreciables. Su ajuar utilitario está constituido por pequeños y grandes morteros, majadores cónicos, rectangulares y cilíndricos. También fabricaron hachas de piedra mariposoides y de cuello, algunas de ellas decoradas.
Otros objetos líticos como los esferolitos (bolas de piedra de diferentes tamaños) y los dagolitos (cetros o dagas) son asociados a sus prácticas ceremoniales o funerarias, entre las que se incluyen los entierros secundarios, aplicando en este caso un pigmento rojizo a los huesos de los difuntos.

### Alimentación
Su alimentación era similar a la de las poblaciones anteriores pero agregan a su dieta raíces comestibles y mariscos. En los "concheros" (yacimientos con gran cantidad de conchas de moluscos) estudiados se ha encontrado restos de cangrejos, peces de mar y de ríos, manatíes, ostras y otros caracoles marinos. También se ha encontrado restos de animales no marinos como las tortugas de agua dulce, jutías, iguanas y roedores menores. Recogían y comían uvas de playa, mamey, saona, hicacos, guanábanas, corozos, yuca, guáyica, etc.
El Complejo Madrigales (2050 antes de Cristo) es la fase más antigua que se conoce hasta el presente para el Meso-indio de la isla pero es en el Complejo Porvenir (1030-90 antes de Cristo) en donde se encuentra el mayor desarrollo. Ambos yacimientos se encuentran en la desembocadura del río Higuamo de San Pedro de Macorís.

### Lengua
Se sabe con certeza que estos no hablaban una lengua arahuaca ya que no tenían relación étnica con los taínos, y estaban en el territorio más tiempo que los taínos, siendo llamados taínos clásicos o pobladores clásicos. Lo más seguro es que hablaran alguna lengua caribe kariña por emigrar desde el norte de Venezuela y la cuenca de Orinoco.[cita requerida]